# Kravany (Prešov)
Kravany (in ungherese Erzsébetháza, in tedesco Kuhschwanz) è un comune della Slovacchia facente parte del distretto di Poprad, nella regione di Prešov.